# پرچم موریس
پرچم موریس به عنوان پرچم ملی کشور موریس شناخته می‌شود و دارای تناسب ۲:۳ است. تصویر دو جانور دودو و آهو در این پرچم دیده می‌شود.

## نگارخانه